# Mistrovství světa v ledním hokeji 2020
84. mistrovství světa v ledním hokeji se mělo uskutečnit v květnu 2020, bylo ale zrušeno. Pořadatelem mělo být Švýcarsko a hrát se mělo ve městech Curych a Lausanne. Rozhodnutí o jeho pořádání bylo učiněno v průběhu Mistrovství světa v ledním hokeji 2015 v České republice během kongresu Mezinárodní hokejové federace (IIHF), který proběhl 15. května 2015. Dne 21. března 2020 však IIHF kvůli probíhající pandemii covidu-19 rozhodla o jeho zrušení. Zrušený turnaj přesto skončil se ziskem 13,4 milionu švýcarských franků. V pořadí 84. mistrovstvím světa v ledním hokeji se stal až turnaj v roce 2021.

## Výběr pořadatelské země
O pořádání 84. ročníku Mistrovství světa v ledním hokeji ve Švýcarsku bylo rozhodnuto na kongresu Mezinárodní hokejové federace (IIHF) 15. května 2015 v Praze. Švýcarsko bylo jediným kandidátem na pořádání 84. MS v ledním hokeji. Podalo kandidaturu již na pořádání Mistrovství světa v ledním hokeji v roce 2019, ale stáhlo ji a přesunulo na rok 2020.
| Země      | Počet hlasů     |
| --------- | --------------- |
| Švýcarsko | Jediný kandidát |

## Herní systém
Šestnáct účastníků mělo být rozděleno do dvou skupin po 8 týmech. V rámci skupiny se měl utkat každý s každým. Za vítězství v základní hrací době se udělují 3 body, za vítězství po prodloužení či samostatných nájezdech 2 body, za prohru po prodloužení či samostatných nájezdech 1 bod a za prohru v základní hrací době 0 bodů. Z každé skupiny měly postoupit čtveřice týmů s nejvyšším počtem bodů do čtvrtfinále playoff. Pro týmy na pátých až osmých místech ve skupinách turnaj měl turnaj skončit. Oba týmy z osmých míst měly automaticky sestoupit do 1. divize (nemělo platit pro Bělorusko a Lotyšsko – plánované pořadatele MS 2021).

## Stadiony
| Curych                         | Curych Lausanne | Lausanne                        |
| Hallenstadion Kapacita: 11 200 | Curych Lausanne | Vaudoise aréna Kapacita: 10 000 |
|                                | Curych Lausanne |                                 |

## Maskot
Maskotem se po 11 letech měla stát kráva Cooly, která měla mít na dresu číslo 20.

## Rozhodčí
Dne 25. února 2020 bylo vyhlášeno 16 hlavních rozhodčích a 16 čárových rozhodčích.
| - Maxim Sidorenko - Alexandre Garon - Oliver Gouin - Antonín Jeřábek - Robin Šír - Mads Fransen - Mikko Kaukokari - Anssi Salonen | - Marian Rohatsch - Roman Gofman - Jevgenij Romasko - Daniel Stricker - Mikael Nord - Linus Öhlund - Andrew Bruggemann - Jeremy Tufts |

| - Elias Seewald - Dmitri Golyak - Maxime Chaput - Dustin McCrank - Jiří Ondráček - Henrik Haurum - Lauri Nikulainen - Hannu Sormunen | - Alexander Waldejer - Nikita Shalagin - Dmitri Shishlo - David Obwegeser - Andreas Malmqvist - Emil Yletyinen - Jake Davis - William Hancock |

## Základní skupiny
Týmy byly do základních skupin rozděleny podle žebříčku IIHF po mistrovství světa v ledním hokeji 2019.
| Skupina A - Lausanne | Skupina B - Curych |
| -------------------- | ------------------ |
| Kanada (1)           | Rusko (2)          |
| Švédsko (4)          | Finsko (3)         |
| Česko (5)            | USA (6)            |
| Německo* (7)         | Švýcarsko* (8)     |
| Slovensko (9)        | Lotyšsko (10)      |
| Dánsko (12)          | Norsko (11)        |
| Bělorusko (14)       | Itálie (16)        |
| Velká Británie (20)  | Kazachstán (19)    |

- Pořádající Švýcarsko využilo možnosti prohodit dva týmy stejné úrovně mezi skupinami. Prohodilo domácí tým s Německem.[6]

### Skupina A – Lausanne
| 8. května 2020 16:20 | Kanada | zrušeno | Německo | Vaudoise aréna, Lausanne |  |

| Zpráva |

| 8. května 2020 20:20 | Švédsko | zrušeno | Česko | Vaudoise aréna, Lausanne |  |

| Zpráva |

| 9. května 2020 12:20 | Německo | zrušeno | Velká Británie | Vaudoise aréna, Lausanne |  |

| Zpráva |

| 9. května 2020 16:20 | Slovensko | zrušeno | Dánsko | Vaudoise aréna, Lausanne |  |

| Zpráva |

| 9. května 2020 20:20 | Bělorusko | zrušeno | Česko | Vaudoise aréna, Lausanne |  |

| Zpráva |

| 10. května 2020 12:20 | Velká Británie | zrušeno | Slovensko | Vaudoise aréna, Lausanne |  |

| Zpráva |

| 10. května 2020 16:20 | Kanada | zrušeno | Dánsko | Vaudoise aréna, Lausanne |  |

| Zpráva |

| 10. května 2020 20:20 | Švédsko | zrušeno | Bělorusko | Vaudoise aréna, Lausanne |  |

| Zpráva |

| 11. května 2020 16:20 | Česko | zrušeno | Kanada | Vaudoise aréna, Lausanne |  |

| Zpráva |

| 11. května 2020 20:20 | Německo | zrušeno | Švédsko | Vaudoise aréna, Lausanne |  |

| Zpráva |

| 12. května 2020 16:20 | Velká Británie | zrušeno | Dánsko | Vaudoise aréna, Lausanne |  |

| Zpráva |

| 12. května 2020 20:20 | Bělorusko | zrušeno | Slovensko | Vaudoise aréna, Lausanne |  |

| Zpráva |

| 13. května 2020 16:20 | Česko | zrušeno | Velká Británie | Vaudoise aréna, Lausanne |  |

| Zpráva |

| 13. května 2020 20:20 | Kanada | zrušeno | Bělorusko | Vaudoise aréna, Lausanne |  |

| Zpráva |

| 14. května 2020 16:20 | Dánsko | zrušeno | Německo | Vaudoise aréna, Lausanne |  |

| Zpráva |

| 14. května 2020 20:20 | Švédsko | zrušeno | Slovensko | Vaudoise aréna, Lausanne |  |

| Zpráva |

| 15. května 2020 16:20 | Německo | zrušeno | Bělorusko | Vaudoise aréna, Lausanne |  |

| Zpráva |

| 15. května 2020 20:20 | Velká Británie | zrušeno | Kanada | Vaudoise aréna, Lausanne |  |

| Zpráva |

| 16. května 2020 12:20 | Dánsko | zrušeno | Bělorusko | Vaudoise aréna, Lausanne |  |

| Zpráva |

| 16. května 2020 16:20 | Kanada | zrušeno | Švédsko | Vaudoise aréna, Lausanne |  |

| Zpráva |

| 16. května 2020 20:20 | Slovensko | zrušeno | Česko | Vaudoise aréna, Lausanne |  |

| Zpráva |

| 17. května 2020 16:20 | Švédsko | zrušeno | Velká Británie | Vaudoise aréna, Lausanne |  |

| Zpráva |

| 17. května 2020 20:20 | Německo | zrušeno | Slovensko | Vaudoise aréna, Lausanne |  |

| Zpráva |

| 18. května 2020 16:20 | Bělorusko | zrušeno | Velká Británie | Vaudoise aréna, Lausanne |  |

| Zpráva |

| 18. května 2020 20:20 | Česko | zrušeno | Dánsko | Vaudoise aréna, Lausanne |  |

| Zpráva |

| 19. května 2020 12:20 | Slovensko | zrušeno | Kanada | Vaudoise aréna, Lausanne |  |

| Zpráva |

| 19. května 2020 16:20 | Česko | zrušeno | Německo | Vaudoise aréna, Lausanne |  |

| Zpráva |

| 19. května 2020 20:20 | Dánsko | zrušeno | Švédsko | Vaudoise aréna, Lausanne |  |

| Zpráva |

### Skupina B – Curych
| 8. května 2020 16:20 | Finsko | zrušeno | USA | Hallenstadion, Curych |  |

| Zpráva |

| 8. května 2020 20:20 | Rusko | zrušeno | Švýcarsko | Hallenstadion, Curych |  |

| Zpráva |

| 9. května 2020 12:20 | Itálie | zrušeno | USA | Hallenstadion, Curych |  |

| Zpráva |

| 9. května 2020 16:20 | Lotyšsko | zrušeno | Norsko | Hallenstadion, Curych |  |

| Zpráva |

| 9. května 2020 20:20 | Švýcarsko | zrušeno | Kazachstán | Hallenstadion, Curych |  |

| Zpráva |

| 10. května 2020 12:20 | Rusko | zrušeno | Norsko | Hallenstadion, Curych |  |

| Zpráva |

| 10. května 2020 16:20 | Kazachstán | zrušeno | Lotyšsko | Hallenstadion, Curych |  |

| Zpráva |

| 10. května 2020 20:20 | Finsko | zrušeno | Itálie | Hallenstadion, Curych |  |

| Zpráva |

| 11. května 2020 16:20 | USA | zrušeno | Rusko | Hallenstadion, Curych |  |

| Zpráva |

| 11. května 2020 20:20 | Švýcarsko | zrušeno | Finsko | Hallenstadion, Curych |  |

| Zpráva |

| 12. května 2020 16:20 | Kazachstán | zrušeno | Norsko | Hallenstadion, Curych |  |

| Zpráva |

| 12. května 2020 20:20 | Itálie | zrušeno | Lotyšsko | Hallenstadion, Curych |  |

| Zpráva |

| 13. května 2020 16:20 | USA | zrušeno | Kazachstán | Hallenstadion, Curych |  |

| Zpráva |

| 13. května 2020 20:20 | Rusko | zrušeno | Itálie | Hallenstadion, Curych |  |

| Zpráva |

| 14. května 2020 16:20 | Norsko | zrušeno | Švýcarsko | Hallenstadion, Curych |  |

| Zpráva |

| 14. května 2020 20:20 | Finsko | zrušeno | Lotyšsko | Hallenstadion, Curych |  |

| Zpráva |

| 15. května 2020 16:20 | Kazachstán | zrušeno | Rusko | Hallenstadion, Curych |  |

| Zpráva |

| 15. května 2020 20:20 | Švýcarsko | zrušeno | Itálie | Hallenstadion, Curych |  |

| Zpráva |

| 16. května 2020 12:20 | Lotyšsko | zrušeno | USA | Hallenstadion, Curych |  |

| Zpráva |

| 16. května 2020 16:20 | Norsko | zrušeno | Itálie | Hallenstadion, Curych |  |

| Zpráva |

| 16. května 2020 20:20 | Rusko | zrušeno | Finsko | Hallenstadion, Curych |  |

| Zpráva |

| 17. května 2020 16:20 | Finsko | zrušeno | Kazachstán | Hallenstadion, Curych |  |

| Zpráva |

| 17. května 2020 20:20 | Švýcarsko | zrušeno | Lotyšsko | Hallenstadion, Curych |  |

| Zpráva |

| 18. května 2020 16:20 | Itálie | zrušeno | Kazachstán | Hallenstadion, Curych |  |

| Zpráva |

| 18. května 2020 20:20 | USA | zrušeno | Norsko | Hallenstadion, Curych |  |

| Zpráva |

| 19. května 2020 12:20 | Lotyšsko | zrušeno | Rusko | Hallenstadion, Curych |  |

| Zpráva |

| 19. května 2020 16:20 | Norsko | zrušeno | Finsko | Hallenstadion, Curych |  |

| Zpráva |

| 19. května 2020 20:20 | USA | zrušeno | Švýcarsko | Hallenstadion, Curych |  |

| Zpráva |

## Play off

### Rozpis zápasů
|  | Čtvrtfinále 1 |               |               |  |      |              |              |              |  |               |               |               |  |
|  | A1            | zrušeno       |               |  |      |              |              |              |  |               |               |               |  |
|  | B4            | zrušeno       |               |  |      | Semifinále 1 | Semifinále 1 | Semifinále 1 |  |               |               |               |  |
|  |               |               |               |  |      | ČTF1         | zrušeno      |              |  |               |               |               |  |
|  | Čtvrtfinále 2 | Čtvrtfinále 2 | Čtvrtfinále 2 |  | ČTF2 | zrušeno      |              |              |  |               |               |               |  |
|  | B2            | zrušeno       |               |  |      |              |              |              |  |               |               |               |  |
|  | A3            | zrušeno       |               |  |      |              |              |              |  | Finále        | Finále        | Finále        |  |
|  |               |               |               |  |      |              |              |              |  |               | VSF2          | zrušeno       |  |
|  | Čtvrtfinále 3 | Čtvrtfinále 3 | Čtvrtfinále 3 |  |      |              |              |              |  |               | VSF1          | zrušeno       |  |
|  | B1            | zrušeno       |               |  |      |              |              |              |  |               |               |               |  |
|  | A4            | zrušeno       |               |  |      | Semifinále 2 | Semifinále 2 | Semifinále 2 |  | Zápas o bronz | Zápas o bronz | Zápas o bronz |  |
|  |               |               |               |  |      | ČTF3         | zrušeno      |              |  | PSF2          | zrušeno       |               |  |
|  | Čtvrtfinále 4 | Čtvrtfinále 4 | Čtvrtfinále 4 |  | ČTF4 | zrušeno      |              |              |  | PSF1          | zrušeno       |               |  |
|  | A2            | zrušeno       |               |  |      |              |              |              |  |               |               |               |  |
|  | B3            | zrušeno       |               |  |      |              |              |              |  |               |               |               |  |

### Čtvrtfinále
| 21. května 2020 14:20 |  | zrušeno |  | Vaudoise aréna, Lausanne |  |

| Zpráva |

| 21. května 2020 16:20 |  | zrušeno |  | Hallenstadion, Curych |  |

| Zpráva |

| 21. května 2020 18:20 |  | zrušeno |  | Vaudoise aréna, Lausanne |  |

| Zpráva |

| 21. května 2020 20:20 |  | zrušeno |  | Hallenstadion, Curych |  |

| Zpráva |

### Semifinále
| 23. května 2020 14:20 |  | zrušeno |  | Hallenstadion, Curych |  |

| Zpráva |

| 23. května 2020 18:20 |  | zrušeno |  | Hallenstadion, Curych |  |

| Zpráva |

### Zápas o 3. místo
| 24. května 2020 15:20 |  | zrušeno |  | Hallenstadion, Curych |  |

| Zpráva |

### Finále
| 24. května 2020 20:20 |  | zrušeno |  | Hallenstadion, Curych |  |

| Zpráva |